# José Meirelles Passos
José Meirelles Passos (17 de setembro de 1948 - 31 de agosto de 2011) foi um jornalista brasileiro.
José foi correspondente do grupo Globo nos EUA e era reporter do jornal "O Globo".
Em 1981 e 1983 ganhou o Prêmio Vladimir Herzog de Anistia e Direitos Humanos na categoria Revista em matérias para a Isto É.